# 凯卡达
凯卡达（Khekada），是印度北方邦Baghpat县的一个城镇。总人口40380（2001年）。

## 人口
该地2001年总人口40380人，其中男性21936人，女性18444人；0—6岁人口6368人，其中男3481人，女2887人；识字率61.81%，其中男性为70.35%，女性为51.65%。